# برايان جونز (مدرب كرة سلة)
برايان جونز (بالإنجليزية: Brian Jones)‏ هو مدرب كرة سلة أمريكي، ولد في 22 أبريل 1971 في روك أيلاند في الولايات المتحدة.